# Sun StorEdge L8500
Sun StorEdge L8500 é uma biblioteca de fitas robótica para fins corporativos. Armazena um máximo de 1,3 petabytes de dados contidos em 6500 cartuchos. Suporta um máximo de 64 acionadores.